# Мирончик-Иванова, Анастасия Сергеевна
Анастасия Сергеевна Мирончик-Иванова (род. 13 апреля 1989, Слуцк, Минская область) — белорусская легкоатлетка, выступающая в прыжках в длину и тройном прыжке.
Бронзовый призёр чемпионата мира 2011 года. Серебряный призёр чемпионата Европы в помещении 2019 года. Шестикратная чемпионка Беларуси (2012, 2015, 2018—2021). Шестикратная чемпионка Беларуси в помещении (2011, 2015, 2016, 2019—2021). Мастер спорта Беларуси международного класса.

## Биография и карьера
Родилась 13 апреля 1989 года в Слуцке. Училась в средней школе № 13, где работали её родители — Татьяна Сергеевна, учитель начальных классов, и Сергей Алексеевич, учитель физической культуры. После окончания восьмого класса в 2003 году Анастасия уехала в Минск в училище олимпийского резерва.
С 2008 года замужем за Сергеем Ивановым. В 2014 году Анастасия родила сына.
В составе национальной сборной Беларуси выступает с 2008 года. В том же году она дебютировала на международной арене на чемпионате мира среди юниоров в Быдгоще, где заняла второе место.
После дисквалификации россиянки Ольги Кучеренко стала бронзовым призёром чемпионата мира 2011 года в Тэгу. Однако, в ноябре 2016 года Анастасия сама была дисквалифицирована на 2 года за употребление допинга, в результате чего лишилась седьмого места, занятого на летних Олимпийских играх 2012 года.
Окончила Белорусский государственный университет физической культуры.

## Политика
Подписала открытое письмо спортивных деятелей страны, выступающих за действующую власть Беларуси в 2020 году.
В 2024 году стала депутатом Палаты представителей.

## Основные результаты
| Год  | Соревнование                    | Место проведения       | Место    | Результат |
| ---- | ------------------------------- | ---------------------- | -------- | --------- |
| 2008 | Чемпионат мира среди юниоров    | Быдгощ, Польша         | 2        | 6,46 м    |
| 2009 | Чемпионат Европы среди молодёжи | Каунас, Литва          | 2        | 6,76 м    |
| 2009 | Чемпионат мира                  | Берлин, Германия       | 11       | 6,29 м    |
| 2010 | Чемпионат Европы                | Барселона, Испания     | 6        | 6,75 м    |
| 2011 | Чемпионат Европы в помещении    | Париж, Франция         | 6        | 6,55 м    |
| 2011 | Чемпионат Европы среди молодёжи | Острава, Чехия         | 6        | 6,54 м    |
| 2011 | Чемпионат мира                  | Тэгу, Южная Корея      | 3        | 6,74 м    |
| 2012 | Чемпионат мира в помещении      | Стамбул, Турция        | 5        | 6,64 м    |
| 2012 | Олимпийские игры                | Лондон, Великобритания | DSQ (7)  | 6,72 м    |
| 2015 | Чемпионат мира                  | Пекин, Китай           | 9        | 6,66 м    |
| 2015 | Чемпионат Европы в помещении    | Прага, Чехия           | 10       | 6,50 м    |
| 2016 | Чемпионат мира в помещении      | Портленд, США          | 9        | 6,56 м    |
| 2018 | Чемпионат Европы                | Берлин, Германия       | 5        | 6,58 м    |
| 2019 | Чемпионат Европы в помещении    | Глазго, Великобритания | 2        | 6,93 м    |
| 2019 | Чемпионат мира                  | Доха, Катар            | 5        | 6,76 м    |
| 2021 | Чемпионат Европы в помещении    | Торунь, Польша         | 4        | 6,72 м    |
| 2021 | Летние Олимпийские игры         | Токио, Япония          | 14 (кв.) | 6,55 м    |